# Арблад-ле-Ба
Арбла́д-ле-Ба (фр. Arblade-le-Bas) — коммуна во Франции, находится в регионе Юг — Пиренеи. Департамент — Жер. Входит в состав кантона Рискль. Округ коммуны — Миранд.
Код INSEE коммуны — 32004.

## География
Коммуна расположена приблизительно в 610 км к югу от Парижа, в 135 км западнее Тулузы, в 65 км к западу от Оша.

## Климат
Климат умеренно-океанический. Лето жаркое и немного дождливое, температура часто превышает 35 °С. Зимой часто бывает отрицательная температура и ночные заморозки. Годовое количество осадков — 700—900 мм.

## Население
Население коммуны на 2010 год составляло 148 человек.
| 1962 | 1968 | 1975 | 1982 | 1990 | 1999 | 2010 |
| ---- | ---- | ---- | ---- | ---- | ---- | ---- |
| 95   | 99   | 106  | 107  | 111  | 109  | 148  |

## Администрация
| Период | Период | Фамилия         | Партия       | Примечания |
| ------ | ------ | --------------- | ------------ | ---------- |
| 2001   | 2014   | Жан-Клод Леблон | Разные левые |            |
| 2014   | 2020   | Стефан Леблон   |              |            |

## Экономика
В 2010 году среди 86 человек трудоспособного возраста (15-64 лет) 60 были экономически активными, 26 — неактивными (показатель активности — 69,8 %, в 1999 году было 70,8 %). Из 60 активных жителей работали 57 человек (35 мужчин и 22 женщины), безработных было 3 (2 мужчин и 1 женщина). Среди 26 неактивных 1 человек был учеником или студентом, 9 — пенсионерами, 16 были неактивными по другим причинам.